# Ahmed Jabari
Ahmed Jabari (àrab: أحمد الجعبري, Aḥmad al-Jaʿbarī) (Gaza, 4 de desembre de 1960 - 14 de novembre de 2012) va ser un activista polític palestí i el segon comandant de l'ala militar de Hamàs. Ha estat considerat com el líder de la batalla de Gaza de 2007 liderant el llançament de Coets Qassam a Israel. També es considera que va formar part de la captura del soldat israelià Gilad Shalit.
Mentre estudiava a la Universitat Islàmica de Gaza, Ahmed al-Jabari va unir-se a Fatah, que aleshores defensava la resistència armada contra l'estat d'Israel. L'any 1982 va ser detingut per les autoritats israelianes i empresonat durant 13 anys. Després de ser alliberat, va unir-se a Hamàs. Des d'aleshores se'l va relacionar amb el bombardeig d'un autobús a Kfar Darom el 1998, després del qual les forces preventives de seguretat de l'Autoritat Nacional Palestina el van detenir durant un any. L'any 2002 Jabari va passar a ser el cap operatiu de la militància de Hamàs. Des d'aquesta posició va adquirir lideratge dins l'organigrama de Hamàs i també va fundar l'associació Nur amb l'objectiu d'ajudar els les famílies dels morts i presoners. El 14 de novembre de 2012 les Forces de Defensa d'Israel van matar-lo en un atac aeri de l'Operació Columna de Núvol.